# Unione Calcio AlbinoLeffe
La Unione Calcio AlbinoLeffe es un club de fútbol de Italia, que representa a Albino y a Leffe, en la provincia de Bérgamo. Fue fundado en 1998 y compite en la Serie C, tercera categoría del fútbol italiano. 

## Historia
El club se formó en 1998 tras la unión de los anteriores equipos de la Serie C2, Albinese Calcio y Società Calcio Leffe, de Albino y Leffe respectivamente, dos ciudades vecinas de la Provincia de Bérgamo. Tras ascender a la Serie C1 en 2003, el AlbinoLeffe, logró disputar las eliminatorias para el ascenso a la Serie B, que logró tras derrotar al Pisa.
El equipo juega sus partidos en la ciudad de Bérgamo, la capital de la provincia a la que pertenecen las ciudades de Albino y Leffe. Esta ubicación viene dada por la capacidad reducida del campo en el que disputaba sus partidos en la ciudad de Leffe, que tan sólo tenía capacidad para 2.260 espectadores sentados. Tras el ascenso a la Serie B, el equipo logró mantener la categoría durante cuatro temporadas consecutivas hasta 2007, año en el que seguía disputando el campeonato de la Serie B.

## Estadio

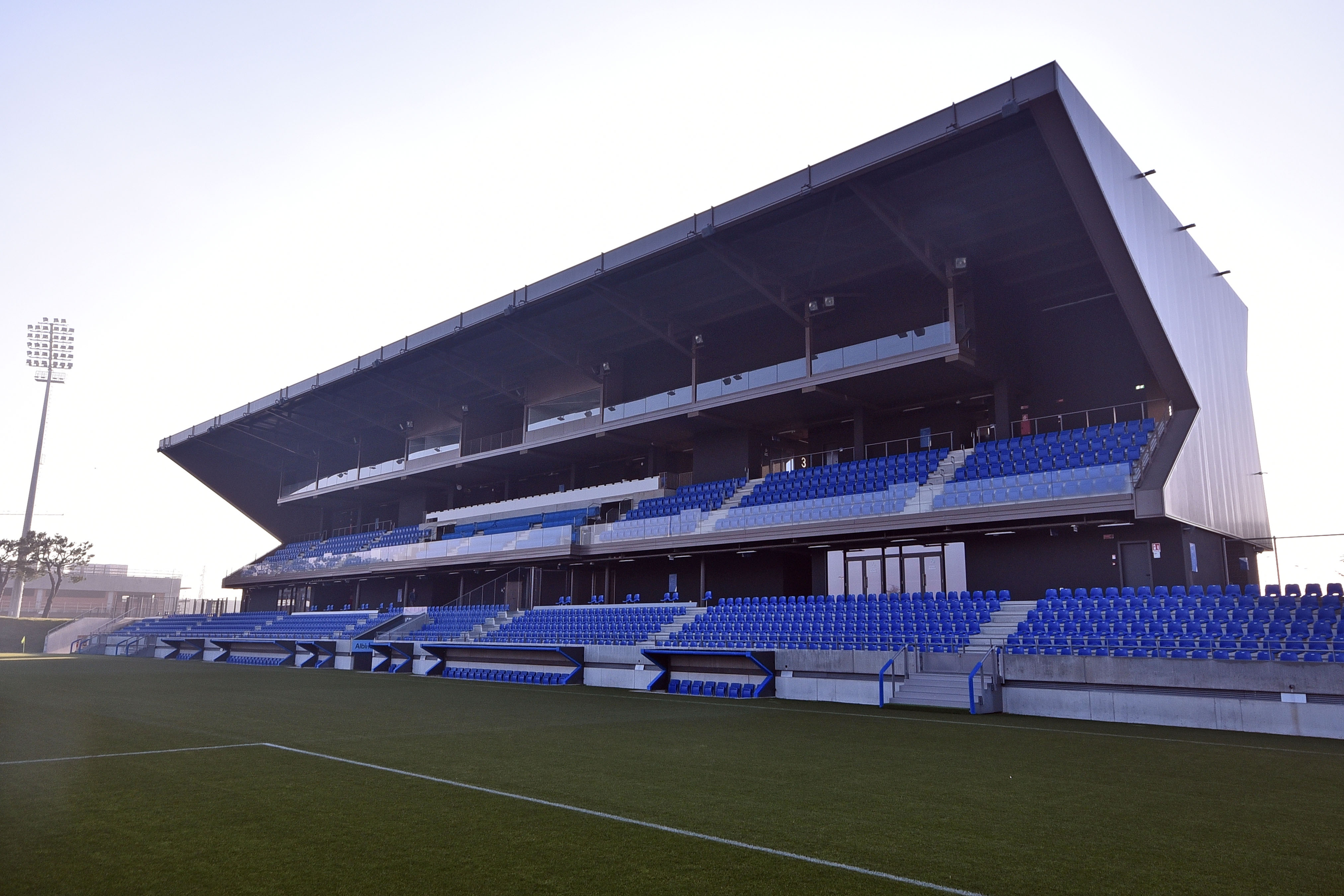
AlbinoLeffe Stadium.

Desde la temporada 2003-04 hasta 2019, AlbinoLeffe jugó sus partidos de local en el estadio Atleti Azzurri d'Italia en la ciudad de Bérgamo. Después de las obras de renovación del estadio financiadas por el Atalanta BC (el cual se hizo en 2017 a la propiedad del mismo), el club llegó a un acuerdo para compartir el lugar con Giana Erminio de la cercana ciudad de Gorgonzola, que le permitió jugar sus partidos en casa para la temporada 2019-20 de la Serie C en el Stadio Città di Gorgonzola.
Desde 2021, juega de local en el AlbinoLeffe Stadium, ubicado en la ciudad de Zanica; se trata de un pequeño estadio con una capacidad de 1800 (con posibilidad de ampliarlo hasta 5500 en el caso de los juegos de la Serie B), que se construyó junto a la sede del club y el centro de entrenamiento, aprobado formalmente por el Comité Olímpico Italiano en marzo de 2019.

## Palmarés

### Torneos interregionales
- Copa de Italia de la Serie C (1): 2001-02